# Cheilanthes mysuriensis
Cheilanthes mysuriensis là một loài thực vật có mạch trong họ Adiantaceae. Loài này được Wall. ex Hook. miêu tả khoa học đầu tiên năm 1852.